# Mere (Waffe)
Die Mere (maori.) ˈmɛrɛ, auch Pata, Mere Pounamu. Merermere, Patu Paraoa oder Patu Pounamu, ist eine Schlagwaffe und ein Standeszeichen der  Māori in Neuseeland.

## Beschreibung
Eine Mere hat die Form eines Spatels oder eines Blattes. Die Benennung ist von Stamm zu Stamm unterschiedlich, bei manchen Stämmen ist die Bezeichnung Pata gebräuchlicher. Das Heft einer Mere ist schmaler gearbeitet als das Schlagstück. Das Schlagstück ist leicht oval und hat scharf ausgearbeitete Kanten. Am Griffende ist ein Loch angebracht, das dazu dient, einen Fangriemen oder ein Seil anzubringen, um zu verhindern, dass die Waffe im Kampf verloren geht. Die Länge und die Breite variiert je nach Ausführung. Es gibt Meren, deren Länge stark von den üblichen Maßen abweicht. Diese werden statt für den Kampf für zeremonielle Zwecke genutzt, da ihr Gewicht und ihre Dimensionen sie für die Kampfverwendung untauglich machen würden.

## Materialien
Meren werden aus verschiedenen Materialien hergestellt: Jade (māori: Pounamu), Walknochen, Hartholz oder Steinarten. Die Bezeichnung der Mere erfolgt nach der Art der Werkstoffe, aus denen sie gearbeitet sind.
- Jade: Mere Pounamu, Patu Pounamu
- Walknochen: Patu Paraoa
- Hartholz: Mere Rakau, Meremere
- Stein: Patu Onewa

## Herstellung
Die Steinblöcke, aus denen die Mere hergestellt sind, werden sorgfältig ausgewählt, damit Risse oder Fehlfarben ausgeschlossen sind. Nach einem groben Zuschnitt werden die Rohlinge mit der Hilfe von Quarzsand und Sandsteinblöcken in Form geschliffen. Je nach Material ist die Herstellungszeit unterschiedlich; bei den Versionen aus Jade kann die Herstellung und Politur mehrere Jahre dauern.

## Funktion
Meren wurden bei Kampfhandlungen als Schlagwaffen benutzt. Durch ihr Material, die Verarbeitung und die Schnitthaltigkeit von Jade sind sie ernstzunehmende Waffen, die besonders im Schädelbereich schwerste Verletzungen hervorrufen können. Im Kampf wurde auf die empfindlichsten Körperstellen wie Kopf, Genick und Arme geschlagen. Im Gegensatz zu anderen Keulenformen wird der Schlag mit der Mere nicht von oben nach unten, sondern eher nach vorne stoßend ausgeführt. Zum Transport wurde sie in eine umgeschlagene Falte des Gürtels der Krieger gesteckt.
Die Mere Pounamu wurden auch als Zeremonial-, beziehungsweise Standeswaffe benutzt. Bei den Häuptlingen (Rangatira) der Māori gilt sie als Zeichen ihrer Führerschaft. Ihnen werden besondere Kräfte und spirituelle Macht (Mana) nachgesagt. Für Krieger war es eine Art Ehre, durch eine Mere getötet zu werden. Besonders kostbare Stücke werden in der Erbfolge in der Familie weitergegeben. Einige Stücke, die als Grabbeigaben ihrem Besitzer dienten, wurden später wieder aus dem Grab entfernt.